# Elezioni parlamentari in Serbia del 2007
Le elezioni parlamentari in Serbia del 2007 si sono tenute il 21 gennaio. Esse hanno visto la vittoria del Partito Radicale Serbo; a seguito delle consultazioni, Primo ministro è stato confermato Vojislav Koštunica, leader del Partito Democratico di Serbia.

## Risultati
| Liste                                                                                    | Voti      | %     | Seggi |
| ---------------------------------------------------------------------------------------- | --------- | ----- | ----- |
| Partito Radicale Serbo                                                                   | 1 153 453 | 29,07 | 81    |
| Partito Democratico - Boris Tadić (DS - DSHV - SDP - NDSV - BNS - NSSNM)                 | 915 854   | 23,08 | 64    |
| Partito Democratico di Serbia - Nuova Serbia - Vojislav Koštunica (DSS - NS - JS - SDPO) | 667 615   | 16,83 | 47    |
| G17 Plus                                                                                 | 275 041   | 6,93  | 19    |
| Partito Socialista di Serbia                                                             | 227 580   | 5,74  | 16    |
| LDP - GSS - SDU - LSV - DHSS                                                             | 214 262   | 5,40  | 15    |
| Movimento del Rinnovamento Serbo                                                         | 131 147   | 3,31  | –     |
| PUPS - SDP - SNS                                                                         | 125 324   | 3,16  | –     |
| Movimento della Forza di Serbia                                                          | 70 727    | 1,78  | –     |
| Alleanza degli Ungheresi di Voivodina                                                    | 52 510    | 1,32  | 3     |
| Lista per il Sangiaccato                                                                 | 33 823    | 0,85  | –     |
| Unione dei Rom di Serbia                                                                 | 17 128    | 0,43  | 1     |
| Coalizione Albanese della Valle di Preševo                                               | 16 973    | 0,43  | 1     |
| Branko Pavlović                                                                          | 15 722    | 0,40  | –     |
| Partito Rom                                                                              | 14 631    | 0,37  | 1     |
| Coalizione dell'Unione Ungherese (VMDS/DSVM - VMDK/DZVM - HVIM)                          | 12 940    | 0,33  | –     |
| Partiti della Voivodina (VP - VGP - NV - SS - SMAPN - PRRS)                              | 7 359     | 0,19  | –     |
| Comunità Democratica di Serbia                                                           | 5 438     | 0,14  | –     |
| Socialdemocrazia                                                                         | 4 909     | 0,12  | –     |
| Partito Riformista                                                                       | 1 881     | 0,05  | –     |
| Totale                                                                                   | 3 967 335 | 100   | 250   |